# Liu Yan (Bosheng)
Liu Yan (chinesisch 劉縯, Pinyin Líu Yǎn; † 23 n. Chr.), Hofname Bosheng (chinesisch 伯升), war ein chinesischer General und führte einen Aufstand gegen Wang Mang, Kaiser der Xin-Dynastie.

## Leben
Liu Yan stammte in der sechsten Generation vom Han-Kaiser Jing ab. Sein Vater Liu Qin (劉欽) war ein minderer Beamter des Bezirks Nandun (南頓令) und verheiratet mit der Tochter eines gewissen Fan Chong (樊重). Liu Yan war der älteste ihrer drei Söhne, die anderen waren Liu Zhong (劉仲) und Liu Xiu. Nach dem frühen Tod ihres Vaters wuchsen die drei Brüder bei ihrem Onkel Liu Liang (劉良) auf. Dem Buch von Han zufolge schwor sich Liu Yan im selben Jahr, als Wang Mang den letzten Kaiser der Westlichen Han-Dynastie (Ruzi Ying) abgesetzt und sich zum Kaiser der Xin-Dynastie ausgerufen hatte (8 n. Chr.), den Usurpator zu stürzen und die Han-Dynastie zu erneuern. Sein jüngster Bruder Liu Xiu soll dagegen mit dem Leben eines Bauern zufrieden gewesen sein.
Als im Jahr 22 n. Chr. im gesamten Reich Aufstände gegen den Kaiser aufflammten, setzte Liu Yan seine Pläne in die Tat um. Er wollte mit der Hilfe seiner Brüder und der Vettern Li Tong (李通) und Li Yi (李軼) Zhen Fu (甄阜), den Gouverneur der Nanyang-Kommandantur entführen. Die Bewohner seiner Heimat schlossen sich ihm an als sie erfuhren, dass auch der für seine Besonnenheit bekannte Liu Xiu das Vorhaben seines Bruders unterstützte. Da jedoch der Gouverneur von der Verschwörung erfuhr, konnten Li Tong und Li Yi den Plan nicht ausführen und kamen nur knapp mit dem Leben davon; ihre Familien wurden allerdings hingerichtet. Liu Yan reagierte, indem er zwei Heere der Lülin überzeugte, die Xinshi- (新市) und die Pinglin-Streitmacht (平林兵) sich ihm anzuschließen. Unter Liu Yans Führung stürmten sie Wancheng, die Hauptstadt der Nanyang-Kommandantur, mussten aber eine empfindliche Niederlage hinnehmen. Im Gefecht fielen Liu Yans Bruder Liu Zhong und seine Schwester Liu Yuan; er selbst und sein Bruder Liu Xiu sowie seine Schwester Liu Boji überlebten. Nur mit Mühe gelang es dem General, die Überreste seiner Truppen zusammenzuhalten, aber es gelang ihm, eine weitere Streitmacht der Lülin, die Xiajiang (下江), auf seine Seite zu ziehen. Im Jahr 23 n. Chr. besiegten sie Zhen Fu, der auf dem Schlachtfeld fiel.
Nach diesem Erfolg wollten einige der Lülin-Offiziere Liu Yan zum Kaiser ausrufen, aber eine mächtige Opposition hatte bereits ihren Favoriten bestimmt: Liu Xuan, einen weiteren Nachkommen des Kaiserhauses, der den Titel General Gengshi (更始將軍) angenommen hatte. Nach anfänglichem Widerstreben fügte sich Liu Yan und wurde zum Dank zu dessen Erstem Minister (chinesisch 大司徒, Pinyin dasitu) ernannt.
Dem Gegenkaiser Liu Xuan gelang es noch im selben Jahr, Wang Mang zu stürzen und sich in seiner Hauptstadt Chang’an zum Kaiser von China auszurufen. Da seine Position aber noch nicht gesichert war, hielt er Liu Yans Popularität für eine Bedrohung. In der Entscheidungsschlacht von Kunyang hatten die Brüder Liu Yan und Liu Xiu einen gewaltigen Sieg errungen, der ihnen große Achtung vor den Soldaten und dem Volk verschafft hatte. Der Kaiser nahm schließlich die Kritik Liu Jis (劉稷), eines Anhängers Liu Yans, zum Prüfstein für dessen Loyalität. Er drohte, den Beamten hinzurichten, und als Liu Yan für ihn eintrat, stellten sich Li Yi und der Minister Zhu Wei (朱鮪) gegen ihn und empfahlen dem Kaiser, beide hinzurichten, was dieser auch tat.
Liu Yans Bruder Liu Xiu konnte einer Hinrichtung nur entgehen, indem er sich sofort von seinem derzeitigen Feldzug an den Kaiserhof begab und sich unterwarf. Zwei Jahre später konnte er den Traum seines Bruders vollenden, indem er Kaiser Gengshi stürzte und sich zum Kaiser der (Östlichen) Han-Dynastie ausrief, als Kaiser Guangwu. Seinem älteren Bruder verlieh er den postumen Titel Prinz Wu von Qi.